# Гадзало, Ярослав Михайлович
Яросла́в Миха́йлович Гадза́ло (укр. Ярослав Михайлович Гадзало; род. 3 августа 1958 года, с. Артищев Городокского района Львовской области) — украинский учёный-агроном и государственный деятель, президент Национальной академии аграрных наук Украины, председатель Львовского областного совета (2001—2002), заместитель министра аграрной политики Украины (2007—2010).

## Биография
Родился 3 августа 1958 года в селе Артищев Городокского района Львовской области, отец — Михаил Степанович (1931—1995), мать — Мария Фёдоровна (1929—1995).
Окончил Вишнянский совхоз-техникум, затем в 1983 году окончил факультет защиты растений Украинской сельскохозяйственной академии, там же в 1986 году окончил аспирантуру, тема кандидатской диссертации — «Энтомофауна малины и борьба с вредными видами в центральной лесостепи УССР».
После окончания аспирантуры с 1986 года был преподавателем, затем заместителем декана факультета защиты растений Украинской сельскохозяйственной академии.
С 1987 года работал заместителем председателя колхоза в селе Завидовичи Городокского района, в дальнейшем был первым заместителем генерального директора АПК «Городокский», начальником Городокского районного управления сельского хозяйства, председателем Городокского районного совета народных депутатов[когда?].
С сентября 1995 года по май 1998 года занимал должность председателя Городокской районной государственной администрации, с мая 1998 года был заместителем председателя Львовской областной государственной администрации по вопросам агропромышленного комплекса, первым заместителем председателя Львовской ОГА. С 1995 года избирался депутатом Львовского областного совета.
С 5 июля 2001 года по апрель 2002 года был председателем Львовского областного совета.
С 12 июня 2002 года по июль 2006 года являлся первым заместителем председателя Государственного комитета Украины по водному хозяйству, с апреля 2007 года по апрель 2010 года занимал пост заместителя министра аграрной политики Украины.
С 2013 по 2014 год был вице-президентом, а 8 августа 2014 года избран президентом Национальной академии аграрных наук Украины.
Является автором и соавтором более 50 научных работ.
Деятельность Ярослава Гадзало на посту президента НААН неоднократно подвергалась критике, руководство НААН обвинялось в финансовых махинациях.

## Звания и награды
- Член-корреспондент УААН (2002).
- Третий ранг государственного служащего (06.2000).
- Заслуженный работник сельского хозяйства Украины (1997)
- Почётная грамота Кабинета Министров Украины (2000)
- Орден «За заслуги» III степени (2001)[4]
- Орден «За заслуги» II степени (2010)[5]

## Семья
Женат, супруга — Галина Степановна (1962 г.р.), экономист. Трое детей — сын Андрей (1984 г.р.), дочь Оксана (1989 г.р.) и сын Олег (2000 г.р.).